# Chitose Hajime
Chitose Hajime (元ちとせ, Hajime Chitose, Amami Ōshima, 5 de Janeiro, 1979) é uma cantora do Japão. Natural de Amami Ōshima que possui uma característica de canto típica da região, com diferentes efeitos de falsetto. Fez fama internacional com a participação na trilha sonora de animes, com o seu maior trabalho a música Kataritsugu Koto de encerramento do anime Blood +

## Vida Pessoal
Desde pequena, Chitose foi incentivada a música por sua mãe e ainda jovem dominou o shamisen, instrumento típico de sua região. Já na adolescência ficou conhecida por vencer várias competições de música regional, o que fez com que recebesse diversos convites para tocar nas cidades maiores, em 1994, com apenas 15 anos, gravou seu primeiro k7 de música tradicional por um selo independente como prêmio de um concurso. Com todo o sucesso local, recebeu propostas para gravar um álbum como artista de música instrumental, mas não acreditou que fosse verdade.
Como ainda não havia se consolidado na carreira artística, mesmo tendo propostas de gravadoras para ser uma artista de música instrumental, com inspiração na irmã mais velha, mudou-se para Osaka para estudar e se formar esteticista. Pouco tempo depois ela descobriu que devido a asma não poderia mais dedicar-se a profissão devido ao uso continuo de produtos químicos. Antes de voltar a sua terra natal, entrou em contato com uma das gravadoras que ofereceram contrato como ultimo tentativa de ter uma profissão longe da terra natal.
Em 2001 lançou um mini-álbum auto-intitulado pelo selo da Office-Augusta, ele continha várias regravações de músicas conhecidas. Com o sucesso do primeiro mini-álbum, Hajime teve a oportunidade de lançar pelo mesmo selo mais uma mini-álbum intitulado Kotonoha (コトノハ). Esse por sua vez possuía 5 faixas originais
Em 2002 migrou para um selo de mais expressão a Epic Records, produzindo o single "Wadatsumi no Ki" (ワダツミの木). Foi um grande sucesso, chegando a ocupar o terceiro lugar nas paradas daquele ano apenas atrás de traveling de Hikaru Utada, e "H" da Ayumi Hamasaki. Três meses depois ela emplacou o single "Kimi wo Omō" (君ヲ想フ) também de grande sucesso, possibilitando que ela começasse a solidificar sua carreira profissional.
Seu álbum de maior importância intitulado Hainumikaze (ハイヌミカゼ) foi lançado então nesse mesmo ano. Vendeu 800 mil cópias, ficando como o 16° álbum mais vendido daquele ano.
Após lançar mais 3 singles, ela lança seu segundo álbum Nomad Soul (ノマド・ソウル, nomado souru) em 2003. Após a turnê que rendeu o lançamento do DVD e o CD de um desempenho ao vivo, Hajime abandona por um instante a cena musical para se casar e ter um filho. Ela infelizmente perdeu seu primeiro filho, mas em 20 de Janeiro de 2005 deu à luz uma menina.
Voltou a industria musical em Novembro de 2005 com o single "Kataritsugu Koto" (語り継ぐこと), o tema de encerramento do anime BLOOD+. Esse single emplacou como 12° nas paradas da Oricon. Ela embalou no sucesso com mais um single, "Haru no Katami" (春のかたみ), também encerramento do anime AYAKASHI - Japanese Classic Horror. Esse single vendeu cerca de 6050 copias na primeira semana, permanecendo nas paradas por 7 semanas. O single, "Ao no Requiem" (青のレクイエム) também fez muito sucesso como tema do filme Hatsukoi. Três semanas depois Hajime lança seu terceiro álbum, Hanadairo (ハナダイロ). Que incluia uma versão normal e uma edição limitada com a faixa bônus "Shinda Onna no Ko" (死んだ女の子) com participação de Ryuichi Sakamoto, e um DVD com  videos de "Kataritsugu Koto" e "Haru no Katami".
No final de 2007 ela lançou o single Anata ga Koko ni Ite Hoshii/Miyori no Mori (あなたがここにいてほしい/ミヨリの森), e em 16 de julho de 2008 lança o álbum Cassini (カッシーニ) com apoio de Sukima Switch's Tokita Shintaro, Yoko Kanno, Hoketa Takefumi, The Chieftains, Sakamoto Ryuichi, e muito mais. Cassini foi escrito, composto e arranjado na sua totalidade por Gen Ueda, enquanto Sakamoto Ryuuichi composto e arranjou Seiyakyoku. No resto do álbum vê nomes conhecidos como Haketa Takefumi, Okamoto Teigi, HUSSY R e Mamiya Takumi.

## Discografia

### Álbuns Independentes
- [1994.08.12] Higya Merabe (ひぎゃ女童) - k7, Central Gakki Records

Lado A
1. Naga Asabana Bushi (長朝花節)
2. Shonjoshu Bushi (俊良主節)
3. Kurudando Bushi (くるだんど節)
4. Magaryo Takajichi Bushi (曲がりょ高頂節)
5. Rankan Boshi Bushi (らんかん橋節)
6. Amagurumi Bushi (雨黒み節)
7. Shumichi Nagahama Bushi (塩道長浜節)
8. Honen Bushi (豊年節)
9. Komori Uta (子守唄)

Lado B
1. Yukyunnya Kana Bushi (行きゅんにゃ加那節)
2. Nagakumo Bushi (長雲節)
3. Shunkane Bushi (シュンカネ節)
4. Yoisura Bushi (ヨイスラ節)
5. Kunnyori Yoneago Bushi (国直よね姉節)
6. Kantsume Bushi (かんつめ節)
7. Shogachi Gin (正月着物)
8. Choukikujo (ちょうきく女節)
9. Mucha Kana Bushi (むちゃ加那節)

- [2002.06.09] Shima • Kyora • Umui (故郷・美ら・思い) - originalmente lançado em 1997, foi re-lançado em 2002 pela Central Gakki Records

1. Asakasetsu (朝花節)
2. Nagatomohanasetsu (長朝花節)
3. Shonjoshusetsu (俊良主節)
4. Kurudandosetsu (くるだんど節)
5. Kantsumesetsu (かんつめ節)
6. Shonkanesetsu (シュンカネ節)
7. Rankanhashisetsu (らんかん橋節)
8. Amekurumisetsu (雨黒み節)
9. Shusetsunagahamasetsu (塩道長浜節)
10. Yoshinori Nabe Kanasetsu (嘉徳なべ加那節)
11. Kunnyoriyoneagosetsu (国直よね姉節)
12. Osakumosetsu (長雲節)
13. Mucha Kanasetsu (むちゃ加那節)
14. Chookikujosetsu (ちょうきく女節)
15. Itoayatsurisetsu (糸繰り節)
16. Yoisurasetsu (ヨイスラ節)
17. Ikyonnyakanasetsu (行きゅんにゃ加那節)
18. Ikyooresetsu (行きょうれ節)
19. Kubamehasetsu (くばぬ葉節)
20. Magaryo Takachidjisetsu (曲がりょ高頂節)
21. Shoogatsugin (正月着物)
22. Hoonensetsu (豊年節)

- [2001.03.10] Hajime Chitose - mini álbum, Augusta Records

1. Birthday
2. Namae no nai Tori (名前のない鳥)
3. Sweet Jane
4. Little Wing
5. Fuyu no Sanitorium (冬のサナトリウム)
6. Home Again

- [2001.08.01] Kotonoha (コトノハ) - mini álbum, Augusta Records

1. Kotonoha (コトノハ)
2. Yakusoku (約束)
3. Ryuuguu no Tsukai (竜宮の使い)
4. Seirei (精霊)
5. Sanhachigatsu (三八月)

### Álbuns de Estúdio
- [2002.07.10] Hainumikaze (ハイヌミカゼ)

1. Sango Jugoya (サンゴ十五夜)
2. Wadatsumi no Ki (ワダツミの木)
3. Natsu no Utage (夏の宴)
4. Hikaru Kaigara (ひかる・かいがら)
5. Shinshin Raika (心神雷火)
6. 37.6
7. Hatsukoi (初恋)
8. Hainumikaze (ハイヌミカゼ)
9. Kimi wo Omou (君ヲ想フ)
10. Rinto Suru (凛とする)

- [2003.09.03] Nomad Soul (ノマド・ソウル)

1. Triangle (トライアングル)
2. Neiro Nanairo (音色七色)
3. Sen no Yoru to Sen no Hiru (千の夜と千の昼)
4. Itsuka Kaze ni Naru Hi (いつか風になる日)
5. Hisui (翡翠)
6. Aurora Sora Kara Mitsumete Iru (オーロラの空から見つめている)
7. Kono Machi (この街)
8. Getsurei 17.4 (月齢１７．４)
9. Yuri Collection (百合コレクション)
10. Uragano Oka (ウルガの丘)

- [2004.08.04] Fuyu no Hainumikaze (冬のハイヌミカゼ) - Duplo ao vivo

Disco 1
1. Kotonoha
2. Triangle
3. Byakuya
4. Aurora no Sora kara Mitsumete Iru
5. Getsurei 17.4
6. Hainumikaze
7. Kimi wo Omou
8. Yuri Collection
9. Yoru ni Yomeru Uta
10. Namae no Nai Tori
11. 37.6
12. Shooryoo
13. Kono Machi

Disco 2
1. Sango Jugoya
2. Shinshi Raika
3. Sanpono no Susume
4. Hummingbird
5. Neiro Nanairo
6. Wadatsumi no Ki
7. Sen no Yoru to Sen no Hiru
8. Itsuka Kaze ni Naru Hi
9. Mihachigatsu
10. Uruga no Oka
11. Hikaru Kaigara

- [2006.05.10] Hanadairo (ハナダイロ)

1. Hitsuji no Dolly (羊のドリー)
2. Maebure (前兆)
3. Ao no Requiem (青のレクイエム)
4. Yomihitoshirazu (詠み人知らず)
5. Hanadairo (はなだいろ)
6. Haru no Katami (春のかたみ)
7. Tsuyukusa no Yoru (蛍草の夜)
8. Kyouryuu no Egaki Gata (恐竜の描き方)
9. Reimei (黎明)
10. Amurita (甘露)
11. Kaze to Uta to Inori (風と歌と祈り)
12. Kataritsugu Koto (語り継ぐこと)
13. Shinda Onna no Ko (死んだ女の子) - Disponível apenas na edição especial (escrita pelo poeta turco Nazim Hikmet)

- [2008.07.16] Cassini (カッシーニ) - Edição normal e Edição Especial com Dvd duplo

1. CASSINI (カッシーニ)
2. Megumi no Ame (恵みの雨)
3. Anata ga Koko ni Ite Hoshii (あなたがここにいてほしい)
4. KASEIKURUKURU (カセイクルクル)
5. Hotaru Boshi (蛍星)
6. Akakokko (あかこっこ)
7. Miyori no Mori (ミヨリの森)
8. Niji ga Umareru Kuni (虹が生まれる国)
9. Rokko Ballad (六花譚)
10. Tama Yura (玉響)
11. Seiyakyoku (静夜曲)
12. Sora ni Saku Hana (空に咲く花)

### Singles
- [2002.02.06] Wadatsumi no Ki (ワダツミの木)

1. Wadatsumi no Ki (ワダツミの木)
2. Maboroshi no Tsuki (幻の月)
3. Yoru ni Yomeru Uta (夜に詠める　うた)

- [2002.05.22] Kimi wo Omou (君ヲ想フ)

1. Kimi o Omou ( 君ヲ想フ)
2. Oyasumi (おやすみ)
3. BLUE

- [2002.11.07] Kono Machi (この街)

1. Kono Machi (この街)
2. Hummingbird (ハミングバード)
3. Rinto Suru -strings version- (凛とする－strings version－)

- [2003.06.11] Sen no Yoru to Sen no Hiru (千の夜と千の昼)

1. Sen no Yoru to Sen no Hiru (千の夜と千の昼)
2. Byakuya (白夜)
3. TRUE COLOURS

- [2003.08.13] Itsuka Kaze ni Naru Hi (いつか風になる日)

1. Itsuka Kaze ni Naru Hi (いつか風になる日)
2. Sanpono no Susume (散歩のススメ)

- [2005.11.23] Kataritsugu Koto (語り継ぐこと)

1. Kataritsugu Koto (語り継ぐこと)
2. Tsuki wo Nusumu (月を盗む)
3. Happiness is a Warm Gun

- [2006.03.08] Haru no Katami (春のかたみ)

1. Haru no Katami (春のかたみ)
2. Ai to Iu Na no Okurimono (愛という名の贈りもの)
3. Perfect

- [2006.05.03] Ao no Requiem (青のレクイエ)

1. Ao no Requiem (青のレクイエム)
2. Tooku e Ikitai (遠くへ行きたい)

- [2007.08.22] Anata ga Koko ni Ite Hoshii/Miyori no Mori (あなたがここにいてほしい/ミヨリの森)

1. Anata ga Koko ni Ite Hoshii (あなたがここにいてほしい)
2. Miyori no Mori (ミヨリの森)
3. Bojou Love is a Many Splendored Thing (慕情　Love is a many splendored thing)
4. Ushinawareta Mono-tachi e (失われたものたちへ)

- [2008.07.02] Hotaru Boshi (蛍星 (ホタルボシ))

1. Hotaru Boshi (蛍星)
2. Siuil A Run
3. Yasashii Uta (やさしいうた)

### DVD
- [2004.08.04] Music Film Hajime Chitose Live - Fuyu no Hainumikaze (ミュージック・フィルム　元ちとせライヴ「冬のハイヌミカゼ」) - DVD incluindo performances ao vivo e o 'Music Film' de Chitose em Amami O-Shima

Lista de faixas do filme musical
1. Kotonoha (コトノハ)
2. Triangle (トライアングル)
3. Hainumikaze (ハイヌミカゼ)
4. Kimi o Omou (君ヲ想フ)
5. Yuri Collection (百合コレクション)
6. Hikaru Kaigara (ひかるかいがら)
7. Seirei (精霊)
8. Kono Machi (この街)
9. Shinshin Raika (心神雷火)
10. 37.6
11. Wadatsumi no Ki (ワダツミの木)
12. Sen no Yoru to Sen no Hiru (千の夜と千の昼)
13. Itsuka Kaze ni Naru Hi (いつか風になる日)

Material Bônus ao vivo
1. Kotonoha (コトノハ)
2. Triangle (トライアングル)
3. Getsurei 17.4 (月齢 17.4)
4. Yoru ni Yomeru Uta (夜に詠める歌)
5. 37.6
6. Seirei (精霊)
7. Sango Jugoya (サンゴ十五夜)
8. Sanpo no Susume (散歩のススメ)
9. Hummingbird (ハミングバード)
10. Neiro Nanairo (音色七色)
11. Wadatsumi no Ki (ワダツミの木)
12. Itsuka Kaze ni Naru Hi (いつか風になる日)
13. Sanhachigatsu (三八月)
14. Uruga no Oka (ウルガの丘)